# Élections municipales de 1874 à Paris
Les élections municipales de 1874 à Paris se déroulent le 29 novembre et 6 décembre 1874. 

## Mode de scrutin
Les conseillers de Paris sont élus pour une durée de trois ans, contrairement à ceux du reste de la France, élus pour une durée de quatre ans. L'élection se fait au scrutin uninominal majoritaire à deux tours dans le cadre du quartier. Chaque quartier administratif dispose ainsi d'un conseiller de Paris. Les maires et adjoints d’arrondissements sont nommés, conformément à la loi du 14 avril 1871 promulguée par le gouvernement d'Adolphe Thiers et qui prive Paris d'un maire. L’État administre directement la ville de Paris par le biais du préfet de la Seine et du préfet de Police.

## Contexte
Les municipales de juillet 1871 ont donné un conseil municipal de Paris composé d'une majorité de républicains modérés et conservateurs ou monarchistes. Si trois étiquettes (Union parisienne de la presse, le comité de la rue Turbigo et Ligue d'union républicaine des droits de Paris) sont présentes lors de ce scrutin, ces dernières ne reflètent pas forcément les convictions de chaque élu, ce qui donne lieu à des recompositions pendant la mandature. De plus, plusieurs élections partielles organisées pendant ces trois années renforcent les républicains modérés et radicaux, au détriment des conservateurs qui perdent 4 sièges. En novembre 1874, des journaux conservateurs ayant participé à l'Union parisienne de la presse en 1871, comme Le Journal des débats ou encore Le Journal de Paris, constatent que cette dernière n'est plus possible. 
Contrairement au reste du pays, la loi des maires de janvier 1874 ne modifie pas le scrutin au sein de la capitale, dont le statut d'exception est régi par la loi Picard. Toutefois, pour permettre aux préfets d'effectuer tous les changements souhaités dans les mairies, les élections sont repoussés du mois d'avril au mois de novembre.

## Résultats

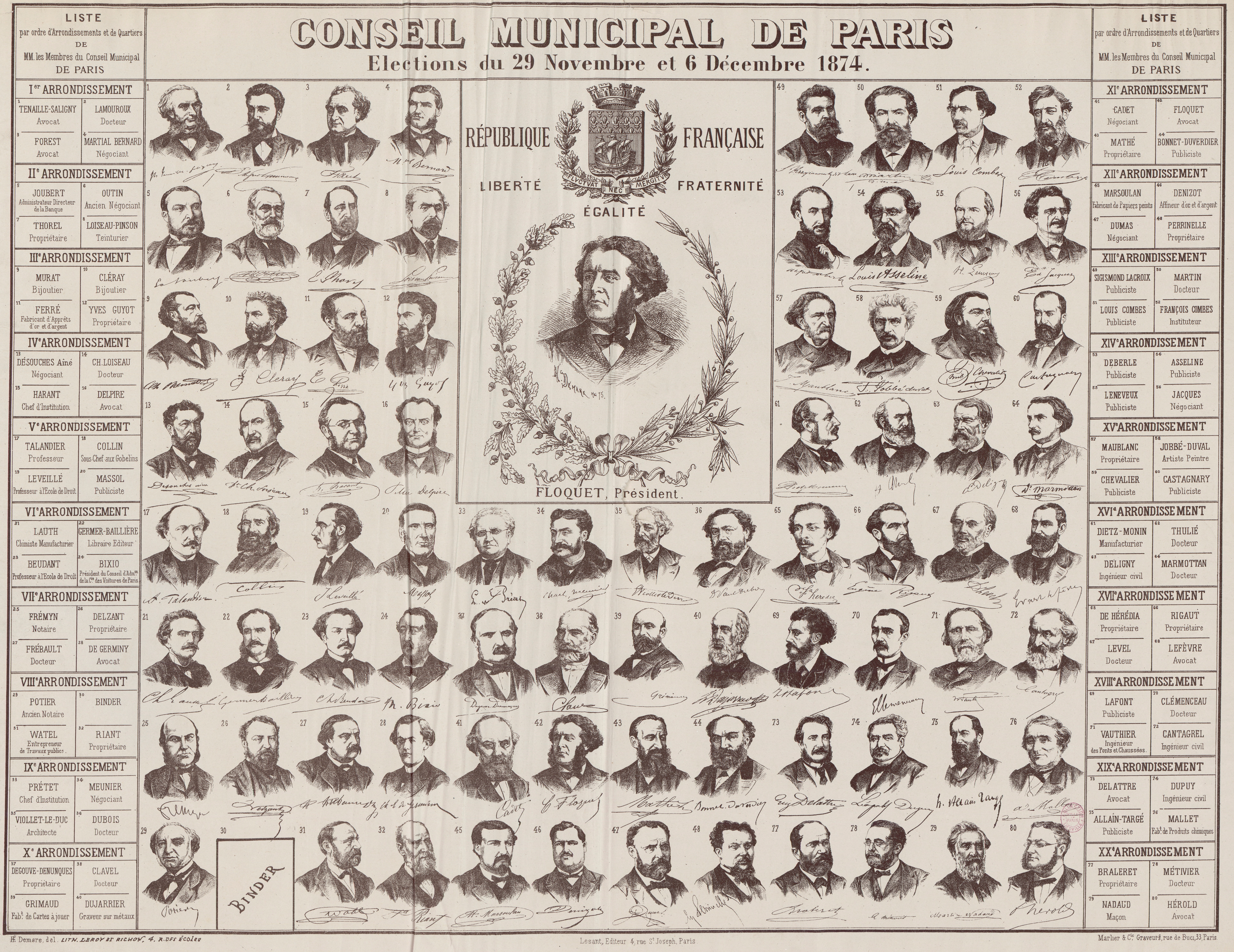
Le Conseil municipal de Paris issu des élections du 29 novembre et 6 décembre 1874

Les républicains sortent victorieux des élections, en obtenant 67 des 80 sièges au Conseil municipal de Paris, tandis que les conservateurs et monarchistes parviennent seulement à remporter 13 sièges. Ce sont les radicaux qui profitent le plus du recul de la droite, ce qui leur permet de dominer le nouveau Conseil municipal. Henri Thulié est élu président du conseil municipal, mais il est vite remplacé par le radical Charles Floquet.

## Sources
- Nobuhito Nagaï, « Chapitre III. Évolution politique du conseil municipal de Paris de 1871 à 1914 », dans Les conseillers municipaux de Paris sous la Troisième République (1871-1914), Éditions de la Sorbonne, coll. « Histoire de la France aux XIXe et XXe siècles », 21 mars 2017 (ISBN 978-2-85944-855-4, lire en ligne), p. 47–74
- Résultats du premier tour, publiés dans Le Petit Journal du 1er décembre 1874
- Résultats du premier tour, publiés dans Le Rappel du 1er décembre 1874